# Presidente Olegário
Presidente Olegário est une municipalité de l'État du Minas Gerais au Brésil. Sa population était estimée à 18 546 habitants en 2010. Elle s'étend sur 3 531,221 km2.
Elle appartient à la Microrégion de Paracatu dans la Mésorégion du Nord-Ouest du Minas.

## Personnalités
- Gusttavo Lima, chanteur